# Le Poizat-Lalleyriat
Pour les articles homonymes, voir Poizat.
Le Poizat-Lalleyriat est, depuis le 1er janvier 2016, une commune nouvelle française située dans l'Ain en région Auvergne-Rhône-Alpes. Elle est issue du regroupement des deux communes de Lalleyriat et du Poizat.

## Géographie

### Communes limitrophes
|               | Charix            | Saint-Germain-de-Joux               |
| Les Neyrolles | Poizat-Lalleyriat | Châtillon-en-Michaille (Valserhône) |
|               | Haut Valromey     |                                     |

### Climat
Pour des articles plus généraux, voir Climat d'Auvergne-Rhône-Alpes et Climat de l'Ain.
En 2010, le climat de la commune est de type climat de montagne, selon une étude du CNRS s'appuyant sur une série de données couvrant la période 1971-2000. En 2020, Météo-France publie une typologie des climats de la France métropolitaine dans laquelle la commune est exposée à un climat de montagne ou de marges de montagne et est dans la région climatique Jura, caractérisée par une forte pluviométrie en toutes saisons (1 000 à 1 500 mm/an), des hivers rigoureux et un ensoleillement médiocre.
Pour la période 1971-2000, la température annuelle moyenne est de 8,1 °C, avec une amplitude thermique annuelle de 16,6 °C. Le cumul annuel moyen de précipitations est de 1 829 mm, avec 11,4 jours de précipitations en janvier et 9,8 jours en juillet. Pour la période 1991-2020, la température moyenne annuelle observée sur la station météorologique de Météo-France la plus proche, sur la commune de Giron à 9 km à vol d'oiseau, est de 8,4 °C et le cumul annuel moyen de précipitations est de 1 672,4 mm,. Pour l'avenir, les paramètres climatiques de la commune estimés pour 2050 selon différents scénarios d'émission de gaz à effet de serre sont consultables sur un site dédié publié par Météo-France en novembre 2022.

## Urbanisme

### Typologie
Au 1er janvier 2024, Le Poizat-Lalleyriat est catégorisée commune rurale à habitat dispersé, selon la nouvelle grille communale de densité à 7 niveaux définie par l'Insee en 2022.
Elle est située hors unité urbaine et hors attraction des villes,.

## Histoire

Communes formant Le Poizat-Lalleyriat.

Le Poizat était un simple hameau de Lalleyriat jusqu'au 6 décembre 1827, date à laquelle il fut érigé en commune.
Par arrêté préfectoral du 15 septembre 2015 les deux communes sont regroupées au sein de la commune nouvelle du Poizat-Lalleyriat le 1er janvier 2016. Chaque ancienne commune devient commune déléguée et le chef-lieu de la nouvelle commune est fixée à Lalleyriat.

## Politique et administration

### Découpage territorial
La commune du Poizat-Lalleyriat est membre de l'intercommunalité Haut-Bugey Agglomération, un établissement public de coopération intercommunale (EPCI) à fiscalité propre créé le 1er janvier 2014 dont le siège est à Oyonnax. Ce dernier est par ailleurs membre d'autres groupements intercommunaux.
Sur le plan administratif, elle est rattachée à l'arrondissement de Nantua, au département de l'Ain et à la région Auvergne-Rhône-Alpes. Sur le plan électoral, elle dépend du  canton de Nantua pour l'élection des conseillers départementaux, depuis le redécoupage cantonal de 2014 entré en vigueur en 2015, et de la cinquième circonscription de l'Ain  pour les élections législatives, depuis le dernier découpage électoral de 2010.

### Administration municipale
| Période        | Période  | Identité       | Étiquette | Qualité                             |
| -------------- | -------- | -------------- | --------- | ----------------------------------- |
| 6 janvier 2016 | mai 2020 | Yvon Huyvaert  | SE        | Retraité du secteur privé           |
| mai 2020       | En cours | Bernard Lensel |           | Professeur, profession scientifique |

Jusqu'aux prochaines élections municipales de 2020, le conseil municipal de la nouvelle commune est constitué de l'ensemble des conseillers municipaux des anciennes communes.
| Nom                | Code Insee | Intercommunalité | Superficie (km2) | Population (dernière pop. légale) | Densité (hab./km2) |
| ------------------ | ---------- | ---------------- | ---------------- | --------------------------------- | ------------------ |
| Lalleyriat (siège) | 01204      | CC Haut - Bugey  | 15,25            | 272 (2018)                        | 18                 |
| Le Poizat          | 01300      | CC Haut - Bugey  | 17,9             | 478 (2018)                        | 27                 |

## Population et société

### Démographie
L'évolution du nombre d'habitants est connue à travers les recensements de la population effectués dans la commune depuis sa création.
En 2022, la commune comptait 740 habitants, en évolution de +3,93 % par rapport à 2016 (Ain : +5,15 %, France hors Mayotte : +2,11 %).
| 2014 | 2015 | 2020 | 2022 |
| ---- | ---- | ---- | ---- |
| 699  | 703  | 746  | 740  |

## Culture locale et patrimoine

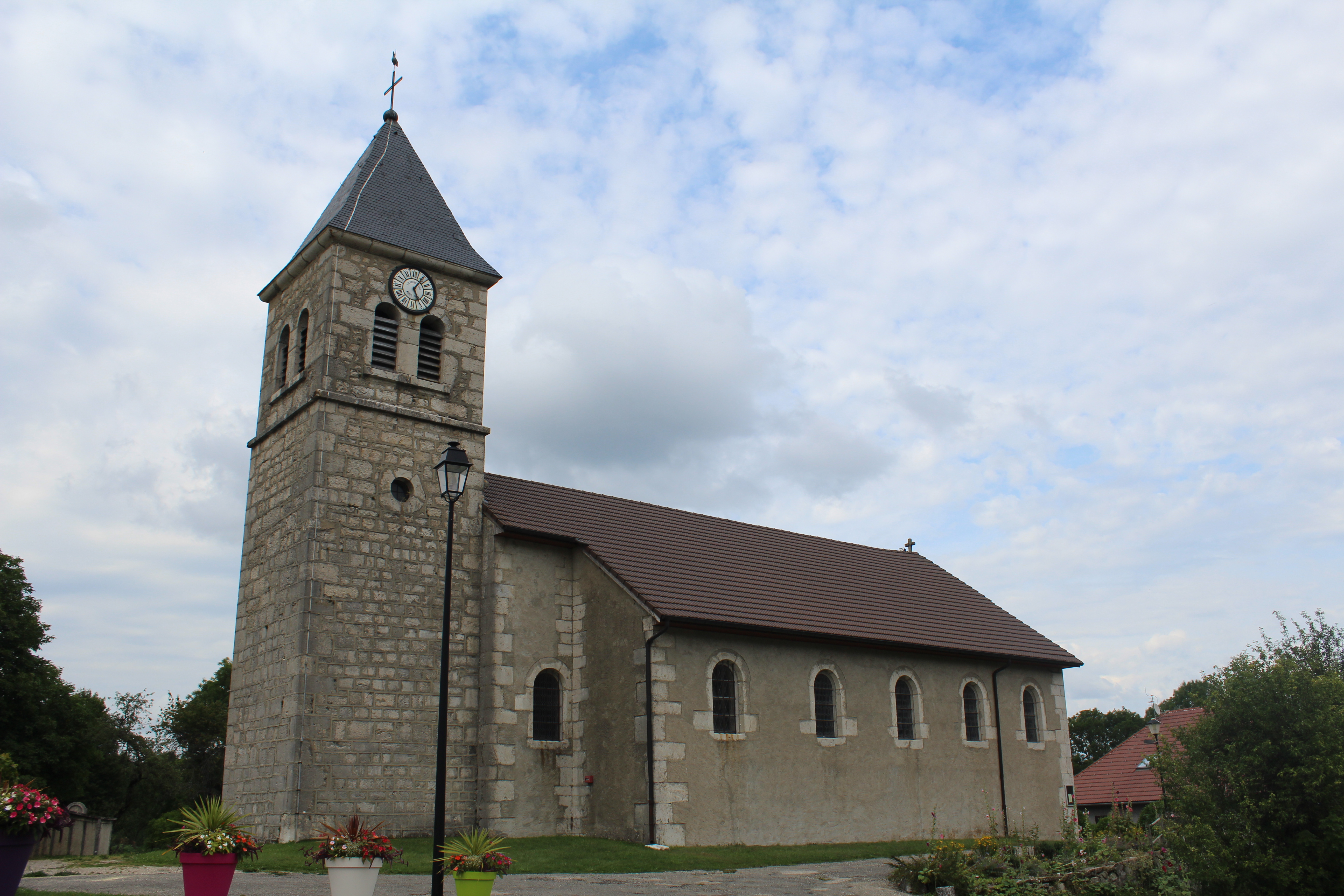
Église Saint-Blaise de Lalleyriat.

- A été tourné le film Le Renard et l'Enfant (2007).
- Église Saint-Blaise de Lalleyriat.